# Gottfried Dohr

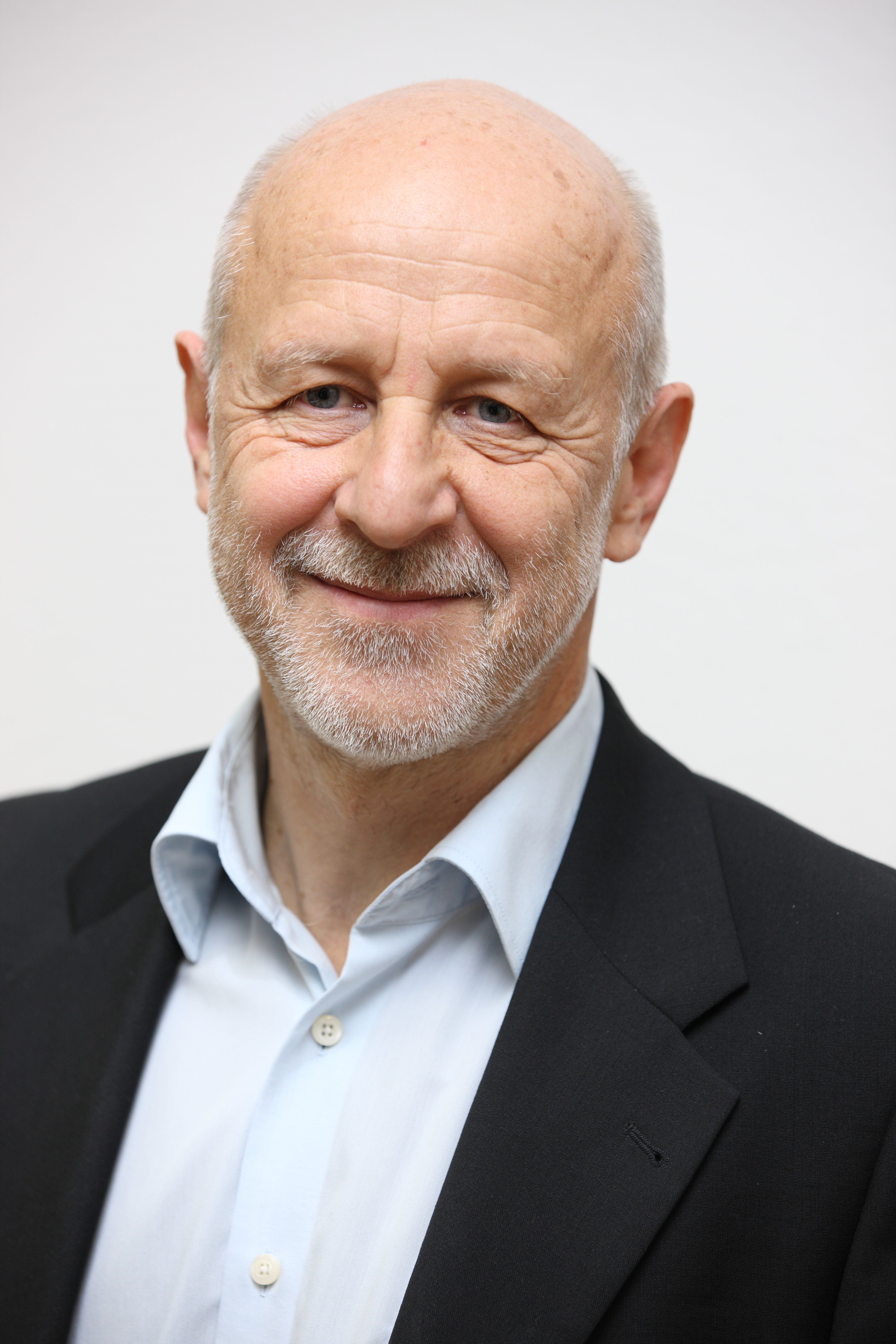
Gottfried Dohr

Gottfried Dohr (* 29. November 1952 in Puchbach bei Maria Lankowitz) ist ein österreichischer Mediziner und emeritierter Professor des Lehrstuhls für Zellbiologie, Histologie und Embryologie am Gottfried Schatz Forschungszentrum der Medizinischen Universität Graz.

## Leben
Gottfried Dohr absolvierte das Studium der Medizin und promovierte am 27. Januar 1981 zum Doktor der gesamten Heilkunde an der Karl-Franzens-Universität Graz. Nach Tätigkeiten als Demonstrator und Studienassistent am Lehrstuhl für Histologie und Embryologie, wurde er 1981 als Vertragsassistent tätig und schon nach kurzer Zeit Universitätsassistent als Assistenzarzt am selben Lehrstuhl. Die Verleihung der Lehrbefugnis als Universitätsdozent für Histologie und Embryologie erfolgte am 4. März 1988. Am 24. Juni 1988 schloss er die Ausbildung zum Facharzt für Histologie erfolgreich ab.
1994 wurde Gottfried Dohr zum ordentlichen Universitätsprofessor für Histologie und Embryologie am Institut für Zellbiologie, Histologie und Embryologie ernannt. Von 1990 bis 1999 leitete er als Vorstand das Institut für Histologie und Embryologie der Universität Graz. Nachfolgend leitete er von 2005 bis 2018 als Vorstand das Institut für Zellbiologie, Histologie und Embryologie der Medizinischen Universität Graz. Zusätzlich zu seiner Tätigkeit als Histologe, absolvierte er eine Ausbildung zum Psychotherapeuten und ist seit 1981 auch als freipraktizierender Psychotherapeut und Lehrtherapeut tätig.

## Werk
Ein besonderes Forschungsinteresse von Dohr lag im Bereich der Reproduktionsbiologie. Seine Forschungsgebiete umfassen die Keimdrüsen, Keimzellen, und die Plazenta; des Weiteren die Reproduktionsimmunologie und adulte Stammzellen. Dohr ist Autor und Mitautor zahlreicher wissenschaftlicher Veröffentlichungen.
Gottfried Dohr war begeisterter Lehrender verschiedener histologischer und embryologischer Vorlesungen. Zusätzlich war Dohr maßgeblich an der Gestaltung des Studiums der Humanmedizin an der MUG beteiligt.

## Auszeichnungen
- 2014 	Lehrender des Jahres 2014 der MUG Graz
- 2009 	Lehrender des Jahres 2009 der MUG Graz
- 2008 	Ehrenpräsident der Österreichischen Gesellschaft für Reproduktionsmedizin und Endokrinologie
- 2007 	49. Platz bei den 'meistzitierten Köpfen' aller deutschsprachiger Wissenschaftlerinnen und Wissenschaftler im Feld der Reproduktionsbiologie (Vergleich 2001–2004, Laborjournal)
- 2004 	40. Platz ´bei den meistzitierten Köpfen`aller deutschsprachiger Wissenschaftlerinnen und Wissenschaftler im Feld der Anatomie (Vergleich 1999–2001)
- 2003 	38. Platz ´bei den meistzitierten Köpfen` aller deutschsprachigen Wissenschaftlerinnen und Wissenschaftler im Feld der Reproduktionsbiologie (Vergleich 1998–2000, Laborjournal)

## Funktionen/Mitgliedschaften in Wissenschaftlichen Gesellschaften
- 2015–2019 	Ärztekammer für Steiermark: Ombudsmann
- 2015–2019 	Österreichische Gesellschaft für Reproduktionsmedizin und Endokrinologie: Vorstandsmitglied
- 2015–2019 	Ärztekammer für Steiermark: Ethik und Beschwerdekommission
- 2014–2019 	Anatomische Gesellschaft: Mitglied
- 2015–2018 	Ärztekammer für Steiermark: Ethik und Beschwerdekommission
- 2015–2018 	Franz Lanyar Stiftung: Beirat
- 2015–2018 	Franz Lanyar Stiftung: Stellv. Vorsitzender des Direktoriums
- 2014–2017 	Kassier Österreichische Gesellschaft für Reproduktionsmedizin und Endokrinologie: Kassier
- 2011–2014 	Österreichische Gesellschaft für Reproduktionsmedizin und Endokrinologie: Kassier
- 2010–2014 	Ärztekammer für Steiermark: Ombudsmann
- 2010–2014 	Ärztekammer für Steiermark: Ethik und Beschwerdekommission
- 1984–2014 	Anatomische Gesellschaft: Mitglied
- 2000–2008 	Europäische Gesellschaft für Mikroskopie: Mitglied
- 1994–2007 	Alpe-Adria Gesellschaft für Reproduktionsimmunologie: Vorstandsmitglied
- 2004-2004 	Gründungskonvent der Medizinischen Universität Graz: Vorsitzender
- 2002–2003 	Österreichische Gesellschaft für Reproduktionsmedizin und Endokrinologie: Vorsitz / Präsident
- 2002–2003 	Gründungskonvent der Medizinischen Universität Graz: stellv. Vorsitzender
- 1994–1998 	Franz-Lanyar-Stiftung: Vorsitzender
- 1992–1997 	Institut für Alpine Vorzeit / Universität Innsbruck / Ötzi -Forschungsinstitut: Vertreter der KFU Graz im Kuratorium

## Publikationen
- Blaschitz, A; Juch, H; Volz, A; Hutter, H; Dohr, G Soluble HLA-G, the discussion is going on! MOL HUM REPROD. 2005; 11(10): 723-727
- Sedlmayr, P; Morales, P; Trummer, S; Wascher, K; Azzola, D; Blaschitz, A; Hammer, A; Walcher, W; Wintersteiger, R; Dohr, G Absence of HLA-G expression in macrophages of human decidua. Am J Reprod Immunol. 2002; 48(2):96-1023Apubmed
- HLA and TLX antigen expression on the human oocyte, zona pellucida and granulosa cells. Hum Reprod. 1987; 2(8):657-66
- Dohr, G; Blaschitz, A; Hirsch, T; Kohlstädt, S; Uchanska-Ziegler, B; Ziegler, A Immunoelectron microscopy of human spermatozoa. ANDROLOGIA . 1990; 22 Suppl 1(5): 92-100